# Departamento Conesa
Das Departamento Conesa liegt im Osten der Provinz Río Negro im Süden Argentiniens und ist eine von 13 Verwaltungseinheiten der Provinz. 
Es grenzt im Norden an das Departamento Pichi Mahuida, im Osten an die Provinz Buenos Aires, im Süden an das Departamento Adolfo Alsina, im Westen an das Departamento San Antonio und im Nordwesten an das Departamento Avellaneda. 
Die Hauptstadt des Departamento Conesa ist General Conesa.

## Bevölkerung

### Übersicht
Das Ergebnis der Volkszählung 2022 ist noch nicht bekannt. Bei der Volkszählung 2010 war das Geschlechterverhältnis mit 3.552 männlichen und 3.517 weiblichen Einwohnern ausgeglichen mit einem knappen Männerüberhang.
Nach Altersgruppen verteilte sich die Einwohnerschaft auf 1.837 (26,0 %) Personen im Alter von 0 bis 14 Jahren, 4.531 (64,1 %) Personen im Alter von 15 bis 64 Jahren und 701 (9,9 %) Personen von 65 Jahren und mehr.

### Bevölkerungsentwicklung
Das Gebiet ist sehr dünn besiedelt bei steigender Bevölkerungszahl. Die Schätzungen des INDEC gehen von einer Bevölkerungszahl von 8.417 Einwohnern per 1. Juli 2022 aus.
| Jahr | 1947  | 1960  | 1970  | 1980  | 1991  | 2001  | 2010  | 2022    |
| Einwohner                                                                                                | 3.385 | 4.114 | 5.976 | 6.094 | 6.187 | 6.291 | 7.069 | k. Ang. |
| Bevölkerungsentwicklung des Departements seit 1947; Quelle: Ergebnisse der Volkszählungen in Argentinien |       |       |       |       |       |       |       |         |

## Städte und Gemeinden
Einzige Gemeinde des Departamento Conesa ist General Conesa. Weitere Siedlungen am Gebiet des Departamento sind:
- Barrio Colonia Conesa
- Boca de la Travesía
- Colonia Chocori
- Colonia La Luisa
- Colonia San Juan
- Colonia Santa Rosa
- Colonia Santa Teresita
- Coronel Francisco Sosa
- San Lorenzo